# Jangaon
Jangaon es una ciudad y municipio situada en el distrito de Jangaon en el estado de Telangana (India). Su población es de 52394 habitantes (2011). Se encuentra a 85 km de Hyderabad, la capital del estado. 

## Demografía
Según el censo de 2011 la población de Jangaon era de 52394 habitantes, de los cuales 26764 eran hombres y 25630 eran mujeres. Jangaon tiene una tasa media de alfabetización del 82,39%, superior a la media estatal del 67,02%: la alfabetización masculina es del 89,88%, y la alfabetización femenina del 74,56%.

## Clima
| Parámetros climáticos promedio de Jangaon Town | Parámetros climáticos promedio de Jangaon Town | Parámetros climáticos promedio de Jangaon Town | Parámetros climáticos promedio de Jangaon Town | Parámetros climáticos promedio de Jangaon Town | Parámetros climáticos promedio de Jangaon Town | Parámetros climáticos promedio de Jangaon Town | Parámetros climáticos promedio de Jangaon Town | Parámetros climáticos promedio de Jangaon Town | Parámetros climáticos promedio de Jangaon Town | Parámetros climáticos promedio de Jangaon Town | Parámetros climáticos promedio de Jangaon Town | Parámetros climáticos promedio de Jangaon Town | Parámetros climáticos promedio de Jangaon Town |
| Mes                                            | Ene.                                           | Feb.                                           | Mar.                                           | Abr.                                           | May.                                           | Jun.                                           | Jul.                                           | Ago.                                           | Sep.                                           | Oct.                                           | Nov.                                           | Dic.                                           | Anual                                          |
| ---------------------------------------------- | ---------------------------------------------- | ---------------------------------------------- | ---------------------------------------------- | ---------------------------------------------- | ---------------------------------------------- | ---------------------------------------------- | ---------------------------------------------- | ---------------------------------------------- | ---------------------------------------------- | ---------------------------------------------- | ---------------------------------------------- | ---------------------------------------------- | ---------------------------------------------- |
| Temp. máx. media (°C)                          | 29.7                                           | 32.4                                           | 36.0                                           | 38.4                                           | 40.4                                           | 35.9                                           | 31.1                                           | 30.8                                           | 31.0                                           | 31.4                                           | 29.6                                           | 28.8                                           | 33                                             |
| Temp. mín. media (°C)                          | 16.3                                           | 18.6                                           | 21.7                                           | 25.0                                           | 27.5                                           | 25.8                                           | 23.7                                           | 23.6                                           | 23.2                                           | 21.4                                           | 17.6                                           | 15.2                                           | 21.6                                           |
| Precipitación total (mm)                       | 1                                              | 2                                              | 5                                              | 21                                             | 17                                             | 119                                            | 183                                            | 167                                            | 168                                            | 78                                             | 21                                             | 8                                              | 790                                            |
| Fuente:                                        |                                                |                                                |                                                |                                                |                                                |                                                |                                                |                                                |                                                |                                                |                                                |                                                |                                                |